# Stopařův průvodce po Galaxii (film)
Stopařův průvodce po Galaxii je britsko-americký sci-fi film z roku 2005. Je založen na knižní předloze Stopařova průvodce po Galaxii. Na scénáři k tomuto filmu spolupracoval před svou smrtí Douglas Adams.

## Děj
Arthur Dent má velice špatný den. Je čtvrtek, právě mu chtějí zbourat dům, zjišťuje, že jeho nejlepší přítel je mimozemšťan, a že jeho planeta má být za několik málo minut zničena. Podaří se mu však spolu s Fordem Prefectem stopnout vesmírnou loď, aby byl za krátko vyhozen do vzduchoprázdna s minimální šancí na záchranu. Je zachráněn vesmírnou lodí jejíž posádku tvoří Zafod Bíblbrox, prezident Galaxie, Trillian, Arthurova bývalá známost, a Marvin, maniodepresivní robot. Společně se vydávají hledat bájnou planetu Magratheu, aby zcela náhodou zjistili, jak to bylo doopravdy se Zemí a jaká je odpověď na Základní otázku života, vesmíru a vůbec. Na závěr je uveden do provozu druhý model Planety Země a Arthur a ostatní se vydávají za dalším dobrodružstvím.